# Військово-штабний комітет ООН
Військово-штабний комітет — спеціальний колегіальний орган, підпорядкований Раді Безпеки ООН. Створений на підставі ст. 47 Статуту ООН для виконання таких функцій:
- стратегічне керівництво збройними силами, які перебувають у розпорядженні Ради Безпеки;
- розробка рекомендацій і надання допомоги Раді Безпеки з усіх питань, що стосуються її військових потреб у підтриманні міжнародного миру і безпеки;
- використання збройних сил та командування ними з метою реалізації спільних міжнародних дій примусового характеру;
- регулювання озброєнь та можливого роззброєння[1]

В роки «холодної війни» через конфронтацію між великими державами та серйозні розбіжності у їхніх підходах до розв'язання багатьох міжнародних проблем діяльність В.-ш. к. значною мірою була формальною — фактично функції, передбачені Статутом ООН, він не виконував.